# ماریلین کانتو
ماریلین کانتو (فرانسوی: Marilyne Canto‎؛ زادهٔ ۱۸ نوامبر ۱۹۶۳) هنرپیشه اهل فرانسه است.
از فیلم‌ها یا برنامه‌های تلویزیونی که وی در آنها نقش داشته‌است می‌توان به کمدی قدرت، وسترن اشاره کرد.